# Tempest de Chicago
Actualités
La Tempest de Chicago (officiellement en anglais : Chicago Tempest) est une franchise féminine de rugby à XV basée dans l'aire métropolitaine de Chicago. L'équipe dispute la Women's Elite Rugby, championnat professionnel des États-Unis.

## Historique
En 2022, la Premier League entame la campagne « Ignite the change » visant à professionnaliser le rugby féminin aux États-Unis. À la mi-2023, un conseil de direction était mis en place avec l'objectif de créer une ligue privée professionnelle, et profiter de l'essor des sports féminins ainsi que de la médiatisation à venir de la Coupe du monde 2033. La Women's Elite Rugby est lancée et annonce en 2024 que l'aire métropolitaine de Chicago fait partie des six métropoles choisies pour accueillir les premières franchises de la nouvelle ligue. Un choix logique dans la mesure où la ville héberge une équipe de Premier League, le Chicago North Shore Rugby. Au mois d'octobre, la ligue révèle le nom de l'entraineur : il s'agit de Bryan Colbridge, qui a notamment entrainé l'université de Memphis.
En janvier 2025, le nom et l'identité visuelle de l'équipe sont révélés : il s'agira de la Chicago Tempest, en référence aux conditions météorologiques très venteuses pour laquelle la ville est célèbre. En février, la Tempest révèle son Foundational Five, les cinq premières joueuses mises sous contrat. Il s'agit de l'internationale mexicaine Anabel Diaz, Emma Farnan, Cienna Jordan, Betty Nguyen et Kadie Sanford. L'effectif complet (trente joueuses) est dévoilé deux semaines plus tard. On y trouve notamment l'Anglaise Isla Alejandro, prêtée par les Saracens. L'équipe jouera ses matchs au Martin Stadium, un stade multifonction de 5 000 places situé le campus de l'université Northwestern, à Evanston.